# Cuarta generación de cazas de reacción
Aparentemente, el término caza de cuarta generación (y el mismo concepto de generaciones de cazas de reacción) aparece por primera vez en Rusia durante los años noventa, cuando se trabaja en el diseño de un competidor para el Joint Strike Fighter estadounidense (programa PAK FA). Las diferentes propuestas fueron descritas simplemente como «caza de quinta generación», asumiendo pues que existían cuatro generaciones anteriores al mismo. No existe entonces una clasificación oficial: dependiendo de la fuente, se considera que tal generación entraría en servicio, bien a partir de 1980, representando los conceptos de diseños de los años setenta, o bien en los años noventa, con la entrada en servicio de aparatos dotados de abundantes mejoras en microelectrónica e informática.

## Definiciones para la cuarta generación de cazas
Tal vez la definición más sencilla sea la meramente histórica: cuando se diseña un nuevo caza para reemplazar al anterior, nos encontramos con una nueva generación. Por ejemplo, por la 1.ª Ala de Caza de la Fuerza Aérea de los Estados Unidos han pasado cinco modelos de cazas de reacción, desde el North American F-86 Sabre hasta el actual F-22 Raptor; así, la definición de cinco generaciones sería automática.
Otros analistas prefieren formular una definición universal y objetiva en la medida de lo posible, partiendo de las características de los aparatos. Una de las más sencillas la dio el general sueco Staffan Näsström, para quien un caza de cuarta generación es aquel con un sistema de recogida de información centralizado en una o varios cerebros electrónicos que, trabajando juntos, pueden recibir información de todo el aparato e incluso de otros medios (satélites, aparatos aliados, centros en tierra, etc.) y poder ofrecerla en la cantidad y medio que se desee (pantallas multifunción, dispositivos montados en el casco, palanca de vuelo tipo Joystick, control de vuelo por cables Fly-by-wire, maletas para el mantenimiento que se conectan y ofrecen diagnóstico computarizado de la situación de la aeronave).
Según Näsström el primer ejemplo de esta generación es el Saab 39 Gripen y tras él vinieron el Eurofighter Typhoon y el Rafale, no existiendo así una quinta generación. Esta postura la comparten analistas como Simon Pearson o Neil Taylor.
Por su parte, autores como José M.ª Sáenz dan definiciones más largas. En este segundo punto de vista una caza de cuarta generación sería aquel cuyos adelantos en informática, entre otras disciplinas, hacen que ya no sea el avión en sí (capacidades de maniobra, trepada, combate dogfight) quien decida el combate sino las armas que lleva instaladas, y que puede activar, disparar y guiar hasta «más allá del horizonte» (combate BVR) sin necesidad del apoyo del piloto («dispara y olvida»).

## Polémica sobre los integrantes de la cuarta generación
Si bien la aparición del concepto de generaciones de cazas de combate asumía la existencia de cinco generaciones, son muchos los autores como Näsström, Keijsper, Pearson o Taylor que opinan que hasta el siglo XXI solamente han existido cuatro generaciones de cazas. Modelos como el JAS 39 Gripen y el F22 Raptor no pertenecen a la misma generación, ya que hay una distancia tecnológica que los separa. No hay que confundir ambas generaciones; el F-22 es un caza de 5ª generación mientras que el JAS 39 Gripen es de 4.5ª generación.
Por su parte, otros expertos, opinan que a principios del siglo XXI ya habían hecho su aparición cazas de quinta generación, cuyo único integrante sería el F-22 Raptor, a menos que se consideren los prototipos del F-35 Lightning II. Esa es también la postura oficial de la Fuerza Aérea de los Estados Unidos. Finalmente, algunos más, como Cate, adelantan la aparición de esta nueva generación a los modelos europeos, como el Eurofighter Typhoon o el Dassault Rafale, la cual parece ser la postura oficial de las fuerzas aéreas usuarias de los mismos.
La definición y catalogación se complica aún más ya que varias empresas han creado nuevas versiones de sus modelos con características que se consideran dentro de una generación posterior. Pese a que aviones como el F-14 Tomcat no fueron modernizados, sino que fueron retirados sin seguir diseñando nuevas versiones, los fabricantes de otros modelos como el F-16, el F/A-18 y el F-15 (éste ya con armamento interno) han mantenido las líneas de producción abiertas y han sacado nuevas versiones/bloques/tranchas con la información digitalizada y centralizada, además de con capacidad de comunicarse con otros aviones, barcos, centros de mando y control, radares de barrido electrónico, etc. Por ese motivo, se habla de una generación intermedia, 4,5 o 4+ para referirse a esos modelos. El gobierno de Estados Unidos, por ejemplo, define oficialmente como «generación 4,5.ª» a aquellos que tienen radar AESA, enlace de datos de alta capacidad, aviónica avanzada y capacidad para desplegar armas futuras.

## Historia
En las dos primeras generaciones de cazas de reacción los soviéticos parecieron llevar ventaja con sus diseños, que no con sus fuerzas aéreas. Para Pearson el MiG-15 era mejor que el F-86 Sabre, Philip Sabin afirma que era casi tan bueno como el avión estadounidense, pero reconoce la gran sorpresa de la USAF en Corea al enfrentarse con unas máquinas tan avanzadas. Pese a que Corea del Norte perdió la batalla por los cielos, la USAF vio la necesidad de disponer de aparatos que superaran a los de origen soviético. La respuesta a esta necesidad, el F-4 Phantom, tampoco logró imponerse a los modelos del Este; pese a su radar de efecto Doppler y el gran empuje de los motores. Nuevamente la USAF se impuso en Vietnam, pero la ligereza y maniobrabilidad de aviones como el MiG-21 demostraron que grandes y pesados aparatos armados solamente con misiles, no garantizaban superioridad aérea, incluso llegaron a tener una tasa de derribos en contra.
Por eso, a finales de los 70, las distintas empresas aeronáuticas comenzaron a trabajar en unos modelos muy diferentes a sus predecesores, primando más la maniobrabilidad que no la velocidad y otras prestaciones. Fue en 1982 cuando los F-16 y F-15 israelíes se enfrentaron a los MiG-25 y MiG-27 sirios en la Guerra del Líbano. En aquella contienda la nueva generación de cazas estadounidenses logró demostrar su superioridad, según Pearson. Tras las derrotas en el Líbano tanto Mikoyan como Sujoi comenzaron a trabajar en sus propios aparatos de la misma generación.
A finales de los años 70 aparecen, por una parte los ordenadores de cuarta generación, los primeros capaces de ser montados en un pequeño avión como es un caza. En segundo lugar, comienzan a estar disponibles los primeros módem y protocolos de transmisión que, pese a su lentitud, podían transmitir cierta cantidad de información cifrada de un punto a otro. Con estos avances empieza a construirse el llamado campo de batalla digital, en el cual, tan importante como las armas o las prestaciones es la recepción de información y su manejo.
Los aviones caza diseñados para combate otros aviones caza a velocidad supersónica y gran altitud operativa, se convierten ahora en aviones polivalentes, pueden atacar y defender en la misma plataforma de vuelo, se reducen los costos para equipar a una Fuerza Aérea moderna con diferentes tipos de aviones, un solo modelo de avión puede efectuar las dos misiones de batalla, atacar con misiones de penetración profunda en territorio enemigo y defender el espacio aéreo en combates contra otros aviones caza.

## Aviones de cuarta generación

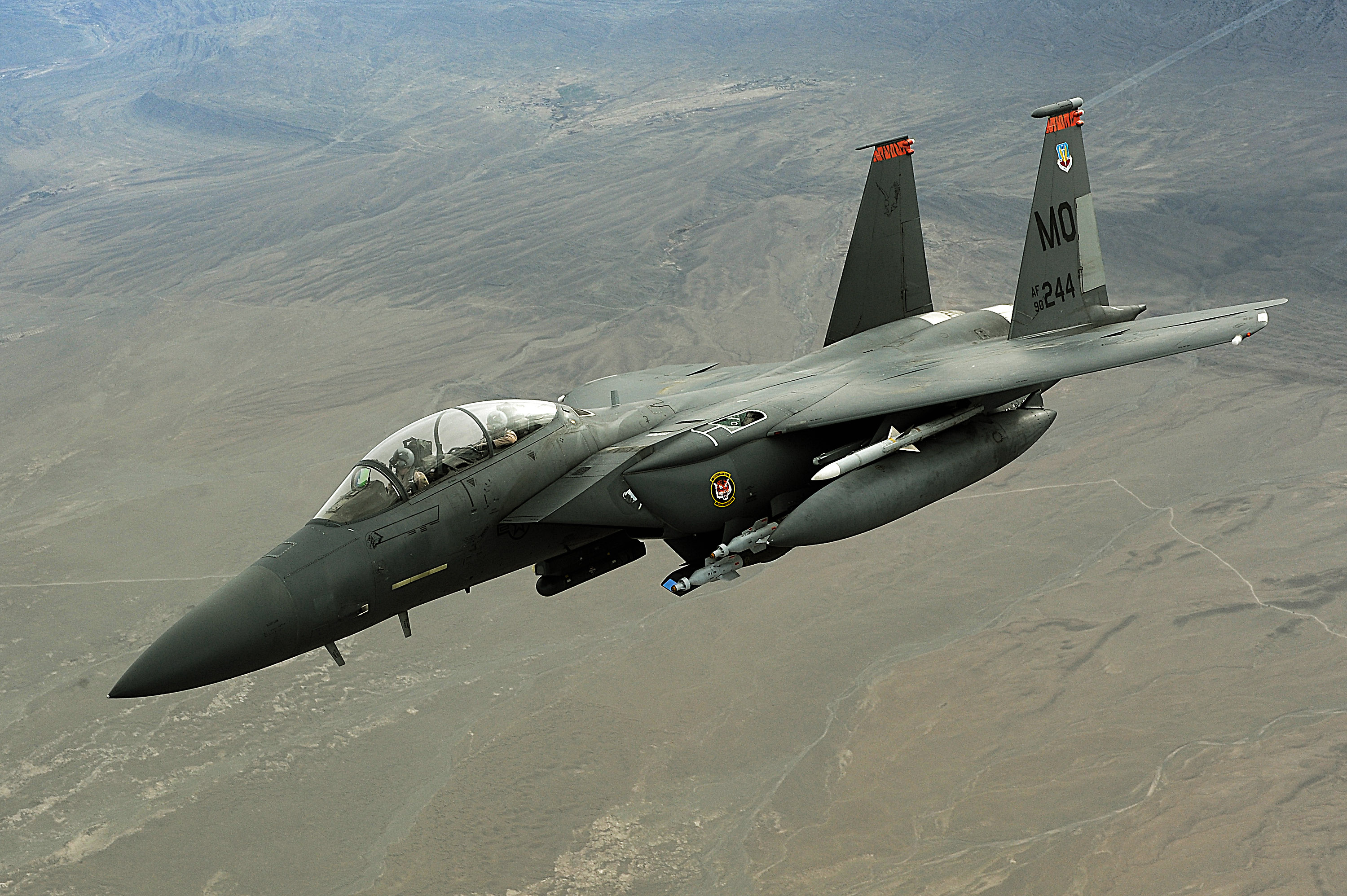
F-15E Strike Eagle.

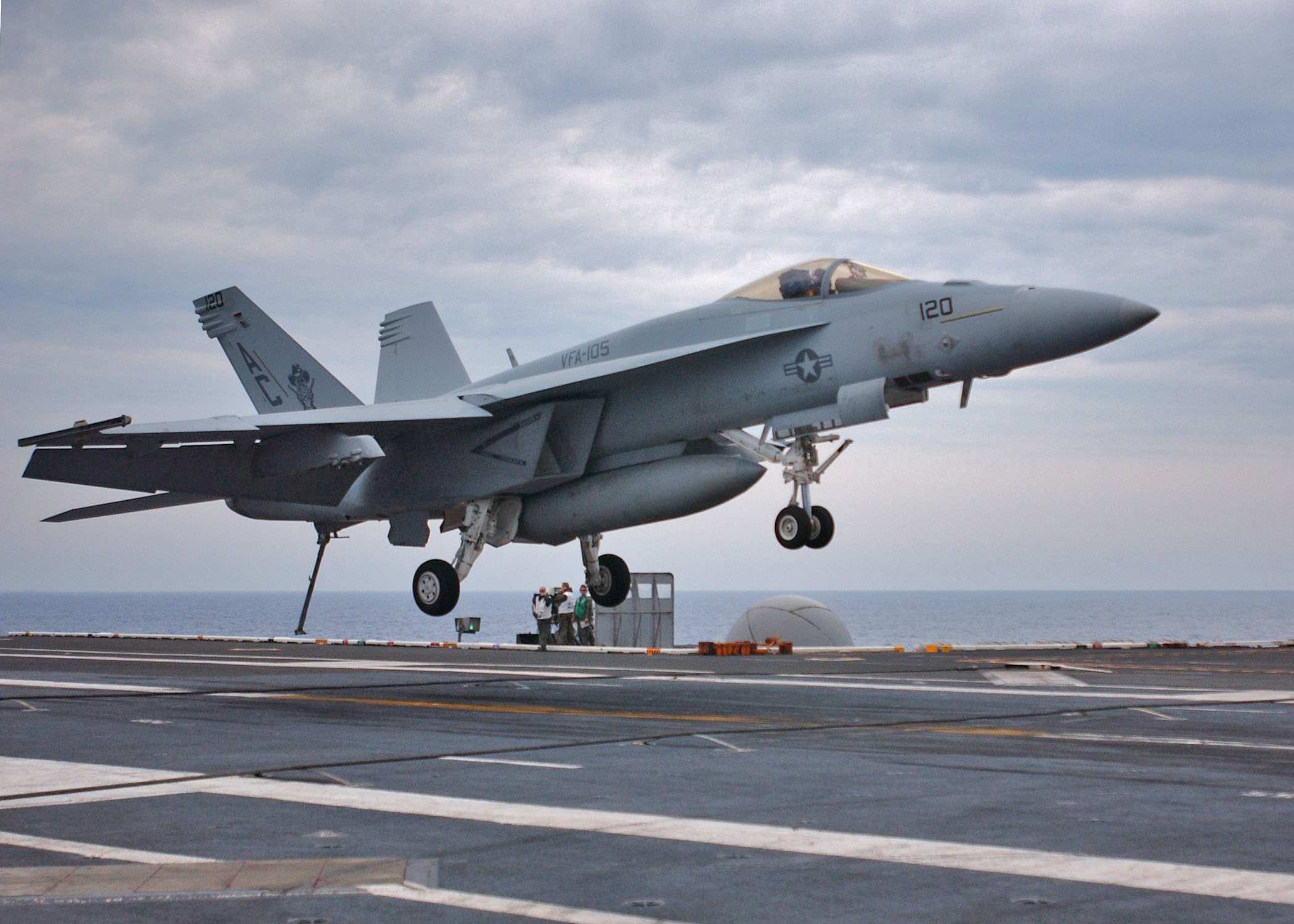
F/A-18 Super Hornet.

Sukhoi Su-27.

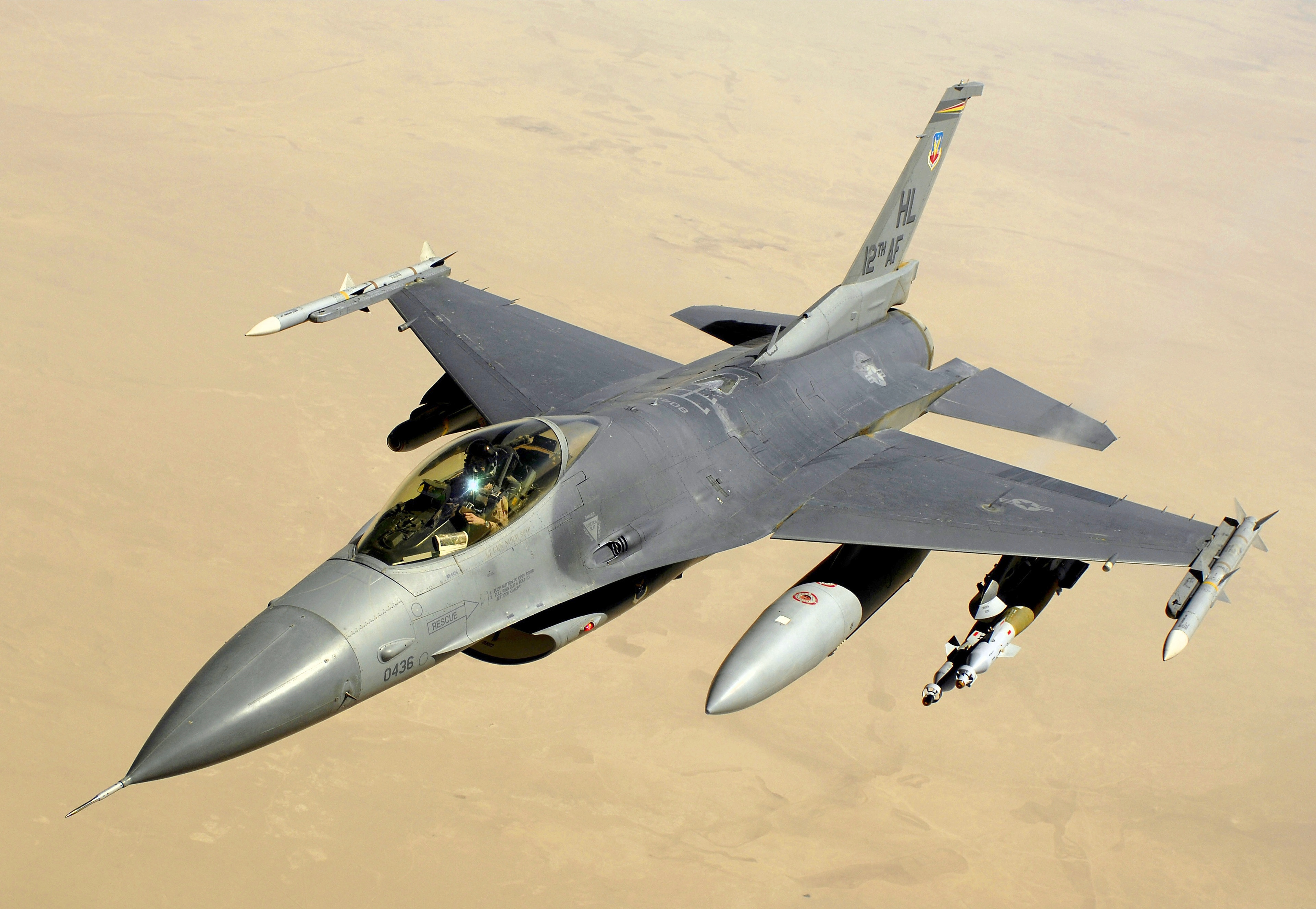
Lockheed Martin F-16 Fighting Falcon.

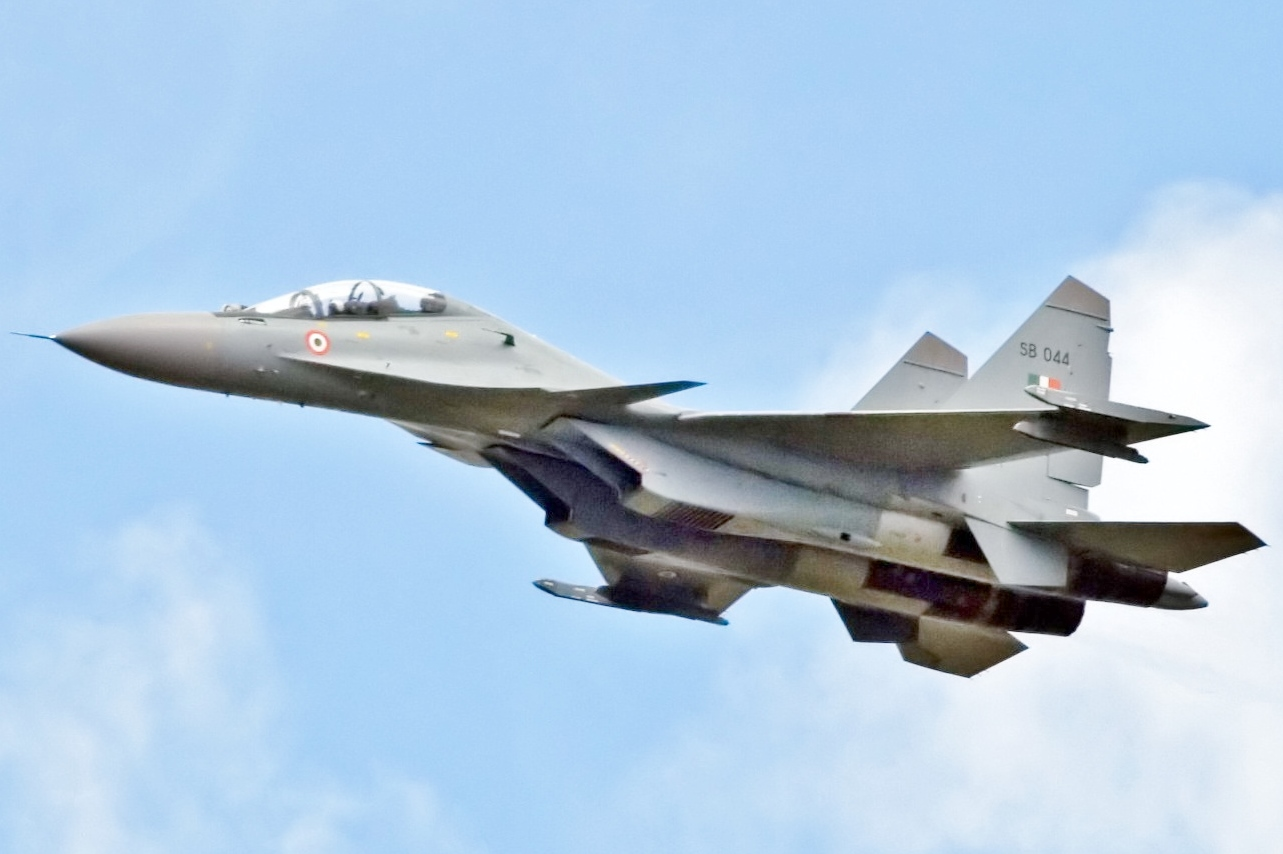
Sukhoi Su-30MKI.

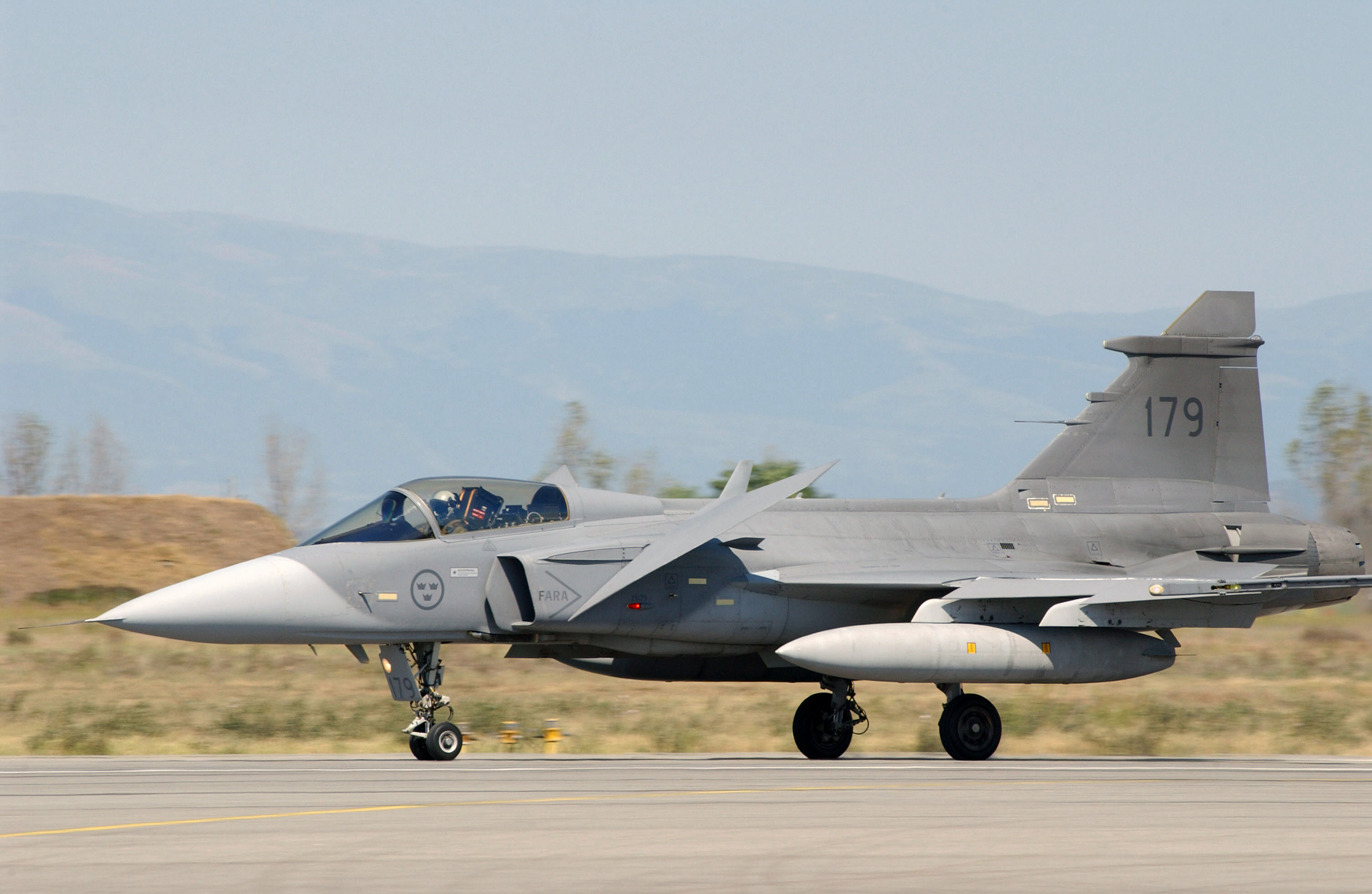
Saab 39 Gripen.

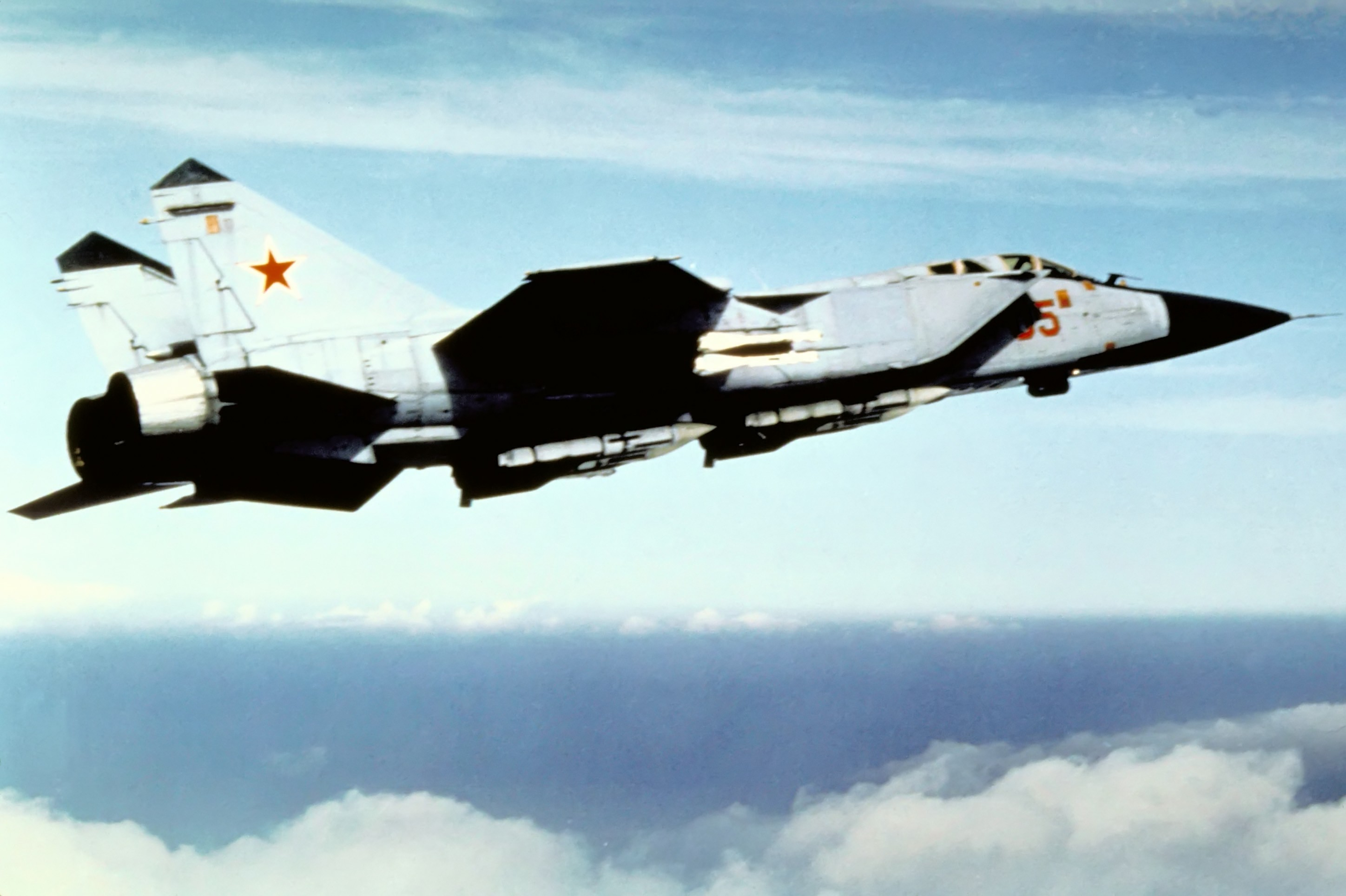
Mikoyan MiG-31.

### Aviones en desarrollo
| Corea del Sur | F/A-50 Golden Eagle KAI KF-21 Boramae |
| India         | HAL Tejas HAL Tejas Mk2               |
| Rusia Irán    | M-ATF                                 |

### Aviones que entraron en servicio
| China                                             | Shenyang J-8H/F Xian JH-7 Chengdu J-10 Shenyang J-11B |
| China Pakistán                                    | JF-17 Thunder |
| Estados Unidos                                    | Grumman F-14 Tomcat McDonnell Douglas F-15 Eagle General Dynamics F-16 Fighting Falcon McDonnell Douglas F/A-18 Hornet F-15E/K/SG Strike Eagle Boeing F/A-18E/F Super Hornet Lockheed Martin F-16E/F Fighting Falcon |
| Reino Unido Alemania Italia                       | Panavia Tornado ADV |
| Francia                                           | Dassault Mirage 2000/N/D Dassault Rafale, también clasificado como de generación 4.5 o 5.ª |
| República de China                                | AIDC F-CK-1 Ching-kuo |
| Unión Soviética                                   | Mikoyan MiG-29 «Fulcrum» Mikoyan MiG-31 «Foxhound» Sujói Su-27 «Flanker-B» Sujói Su-33 «Flanker-D» |
| Unión Europea: Reino Unido Alemania Italia España | Eurofighter Typhoon, también clasificado como de generación 4.5 o 5.ª |
| Japón Estados Unidos                              | Mitsubishi F-2 |
| Rusia                                             | Mikoyan MiG-29M «Fulcrum-E» Mikoyan MiG-35 «Fulcrum-F» Sujói Su-30 «Flanker-C» Sujói Su-34 «Fullback» Sujói Su-35 «Flanker-E»                                                                                        |
| Rusia China                                       | Sujói Su-30MKK «Flanker-G» Shenyang J-11A |
| Rusia India                                       | Sujói Su-30MKI «Flanker-H» |
| Suecia                                            | JAS-39 Gripen |

### Demostradores de tecnología

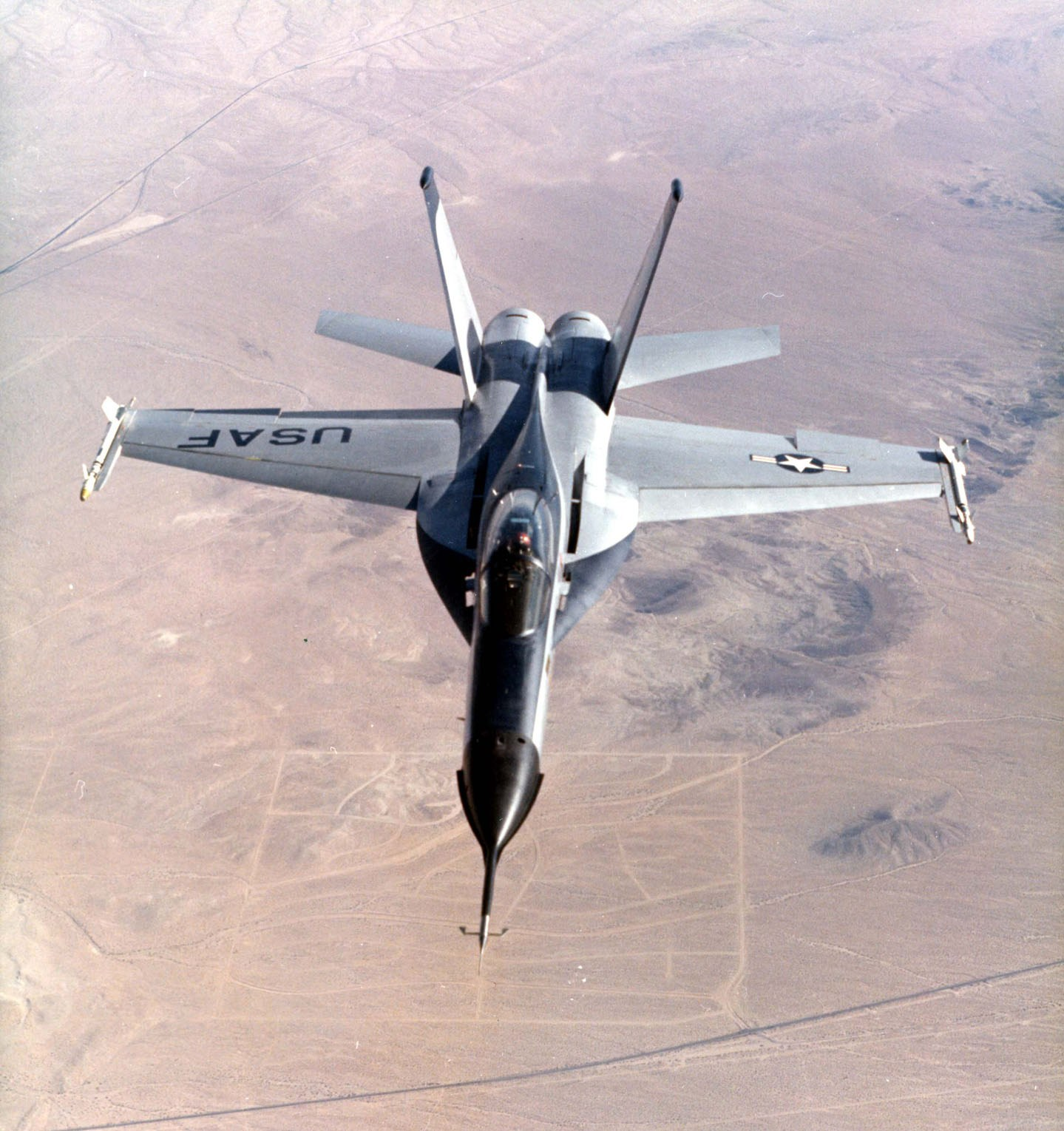
Northrop YF-17.

| Francia                 | Dassault Mirage 3NG/ Dassault Mirage 4000       |
| Israel                  | IAI Nammer                                      |
| Estados Unidos          | Northrop YF-17 F-18 High Alpha Research Vehicle |
| Estados Unidos Alemania | Rockwell-MBB X-31                               |
| Reino Unido             | British Aerospace EAP                           |
| Rusia                   | Sujói Su-37                                     |

### Aviones cancelados

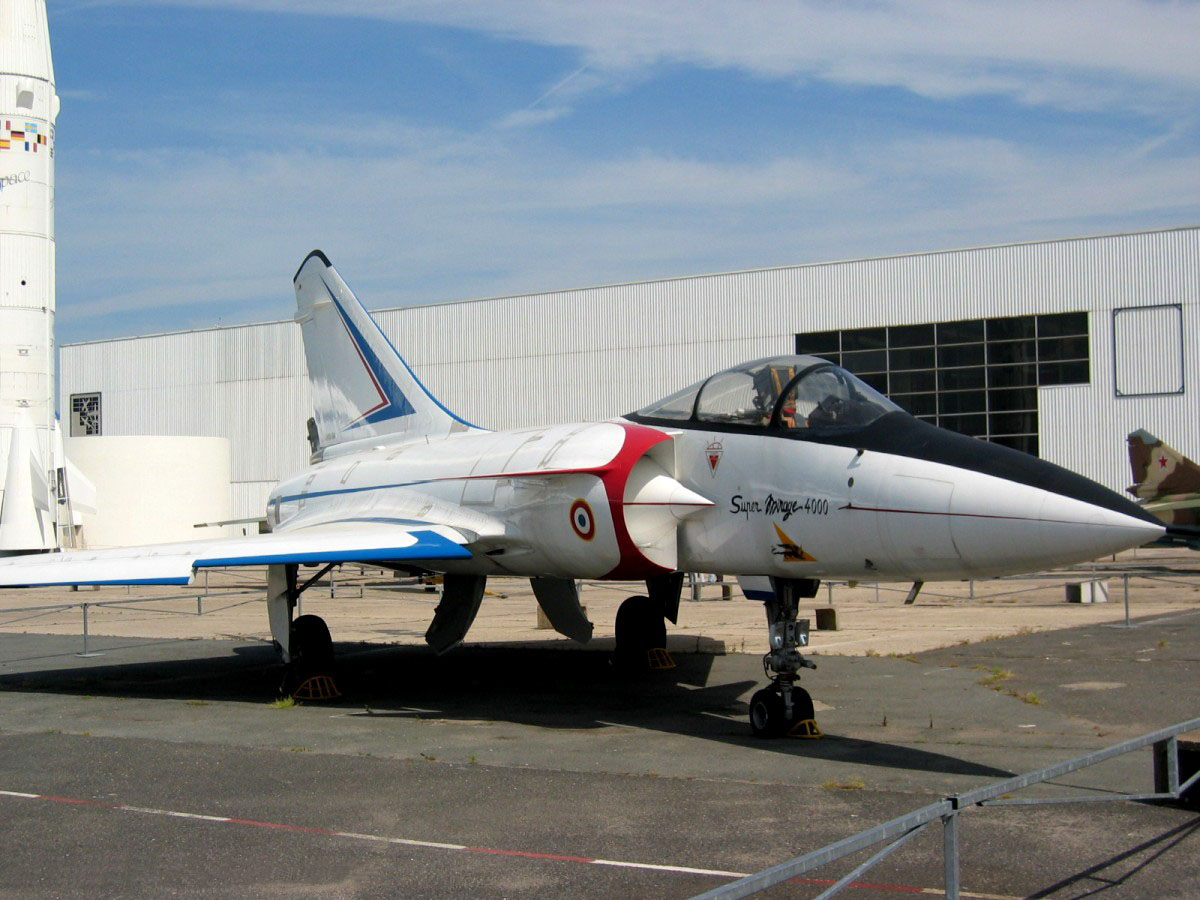
Dassault Mirage 4000.

| Argentina       | FMA Saia 90                                      |
| Brasil          | Embraer MFT-LF                                   |
| China:          | Chengdu J-9 Shenyang J-13                        |
| Estados Unidos  | Northrop F-20 Tigershark General Dynamics F-16XL |
| Francia         | Dassault Mirage 4000                             |
| Israel:         | IAI Arie IAI Lavi                                |
| Polonia         | PZL-230 Skorpion                                 |
| Rumania         | IAR 95                                           |
| Sudáfrica       | Atlas Carver                                     |
| Suiza           | ALR Piranha                                      |
| Unión Soviética | Yakovlev Yak-141/41/43 (Freestyle)               |
| Yugoslavia      | Novi Avion                                       |